# NGC 2419
NGC 2419 (také známá jako Caldwell 25) je kulová hvězdokupa v souhvězdí Rysa vzdálená od Země 270 000 světelných let. Její hvězdná velikost je 10,4. Objevil ji britský astronom William Herschel 31. prosince 1788.

## Pozorování

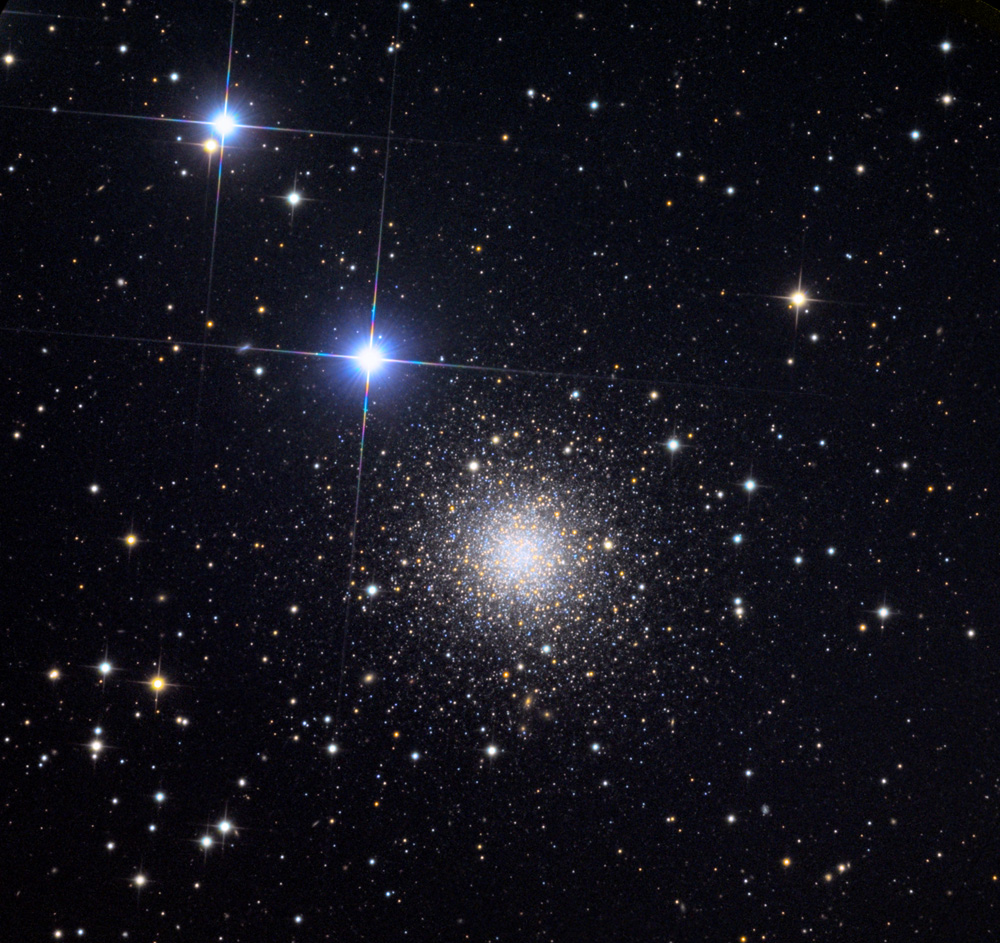
NGC 2419 (Autor: Adam Block/Mount Lemmon SkyCenter/University of Arizona)

Na obloze se hvězdokupa nachází v jihozápadní části souhvězdí v oblasti bez jasnějších hvězd, 7° severně od jasné hvězdy Castor (α Gem) s magnitudou 1,6. Leží v jedné přímce se dvěma hvězdami: HD 60771 vzdálená 4' západně má magnitudu 7,2 a HD 60694 vzdálená 8' západně má magnitudu 8,0. Kvůli velké vzdálenosti hvězdokupy vidíme její nejjasnější hvězdy pouze jako 17. magnitudy a v běžných amatérských dalekohledech tedy neukáže žádné podrobnosti.
V porovnání se známějšími hvězdokupami, jako například Messier 13, je tato hvězdokupa slabá. Ovšem za příznivých podmínek může být snadno pozorována kvalitními dalekohledy již od průměru 100 mm (4 palce). Je jednou z nejjasnějších a nejhmotnějších kulových hvězdokup naší Galaxie – její absolutní magnituda je -9,53 a její hmota představuje 900 000 hmotností Slunce.
a průměr je téměř 400 světelných let. Podle absolutní magnitudy je to čtvrtá nejjasnější známá kulová hvězdokupa v Galaxii, jasnější jsou pouze Omega Centauri, NGC 6441 v souhvězdí Štíra a Messier 54.

## Vlastnosti

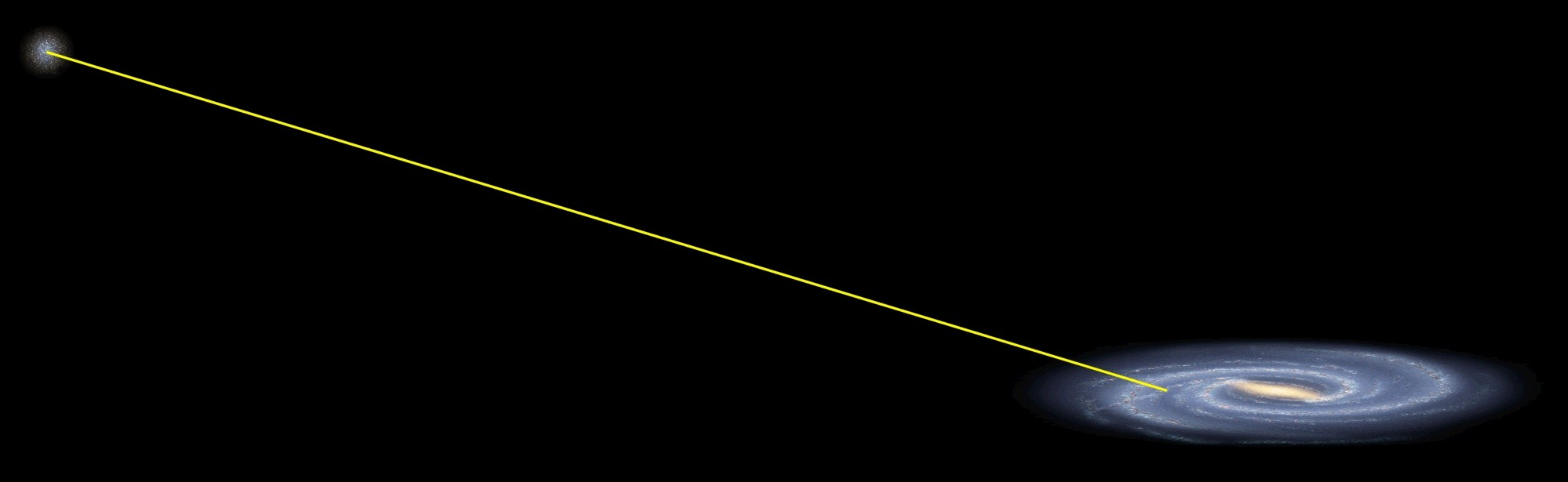
Ilustrace polohy NGC 2419 vůči Galaxii

Nachází se ve vzdálenosti 270 000 světelných let od Země a 300 000 světelných let od jádra Galaxie, což je dále než Magellanovy oblaky. Oběh kupy kolem středu Galaxie po výstředné dráze trvá 3,4 miliardy let. Když byla ve 20. letech 20. století na základě pozorování proměnných hvězd typu RR Lyrae určena její vzdálenost, byla uvažována možnost, že hvězdokupa nenáleží k Mléčné dráze a ani k jiné galaxii. Hvězdokupa tehdy dostala přezdívku „Intergalactic Wanderer“ (Mezigalaktický tulák). Měření ze 70. let 20. století však ukázala příslušnost hvězdokupy k Mléčné dráze.
Dříve se uvažovalo, že by tato hvězdokupa, podobně jako Omega Centauri, mohla být pozůstatkem narušené trpasličí sférické galaxie, kterou Galaxie pohltila.
Ovšem následný výzkum tuto možnost vyvrátil.
Astronom Leoš Ondra poznamenal, že NGC 2419 by pro pomyslného pozorovatele v Galaxii v Andromedě byla nejjasnější a nejhezčí kulovou hvězdokupou v Mléčné dráze, protože by se z jeho pohledu nacházela mimo stínicí pás galaktického disku.
To je podobné pozemskému pohledu na hvězdokupu Mayall II, která obíhá kolem Galaxie v Andromedě.